# Trégunc
Trégunc település Franciaországban, Finistère megyében. Lakosainak száma 7094 fő (2022. január 1.). Trégunc Melgven, Concarneau, Névez és Pont-Aven községekkel határos.

## Népesség
A település népessége az elmúlt években az alábbi módon változott:
| Lakosok száma | 4790 | 5909 | 6130 | 6704 | 7056 | 7043 | 7041 | 7064 | 7058 | 7094 |
|               | 1968 | 1982 | 1990 | 2006 | 2013 | 2015 | 2017 | 2019 | 2020 | 2022 |